# Марк Порций Катон Салониан
Марк По́рций Като́н Салониа́н (лат. Marcus Porcius Catō Salonianus; родился в 154 году до н. э. — дата смерти неизвестна) — римский государственный деятель.
Салониан был сыном Марка Порция Катона Старшего от его второго, крайне позднего и неравного брака: в возрасте 80 лет Катон женился на дочери своего вольноотпущенника Салонии. Сына Салонии стали позже называть Салонианом, чтобы отличать от старшего единокровного брата — Лициниана.
О жизни Катона Салониана почти ничего не известно. По словам Плутарха, он умер, «достигнув должности претора». У него был сын, Марк Порций Катон Салониан Младший.